# 法蘭西絲·霍森·柏納特
法蘭西絲·愛麗莎·霍森·柏納特（英語：Frances Eliza Hodgson Burnett，1849年11月24日—1924年10月29日）英美劇作家與作家，作品以童話故事聞名，代表作有《祕密花園》、《小公主》和《小公子方特洛伊》。

## 生平

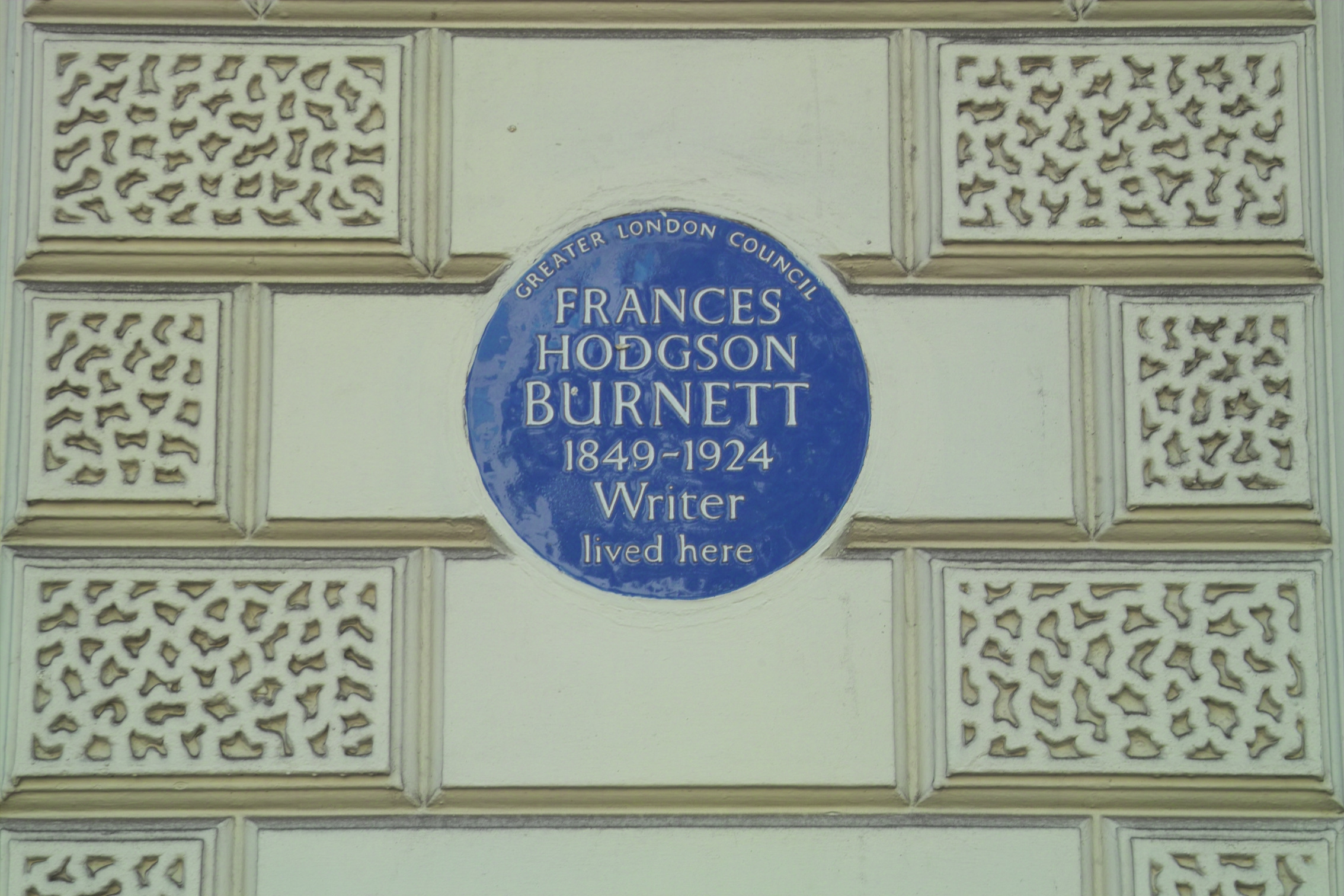
法蘭西絲·霍森·柏納特在中倫敦的藍圓匾。

1849年，法蘭西絲·霍森·柏納特出生在英國英格兰曼徹斯特，父母為愛德溫·霍森（Edwin Hodgson）與愛麗莎·邦德（Eliza Boond），家中排行第三。1865年舉家移居美國田納西州。因父親早逝，家境十分貧寒，寫作成了她抒發情感、逃避現實的管道；也由於她在小說創作方面有著出色的表現，十八歲起她便開始在雜誌上發表故事，賺取稿費貼補家用。
伯内特擅寫言情小說以及與兒童有關的故事，1877年出版的《歐勞瑞的小女孩》是她第一本暢銷著作。
1886年她創作了《小公子方特洛伊》，描寫一個美國小男孩成為英國伯爵繼承人的故事，此書一上市便廣受讀者歡迎，也替她在文學界取得了一席之地。

## 作品
柏納特為十九世紀英美極負盛名的小說家兼劇作家，她一生創作豐富，作品包括小說、故事集、舞台劇本等，其中最受歡迎、也最被重視的，分別是《小公子方特洛伊》、《小公主》與《秘密花園》三本小說，書中充滿許多童趣與浪漫的情節，內容多著重人性光明面的描寫，作品曾多次被改編成電影、電視動畫、電視劇，並廣受各階層讀者喜愛，是英美文學史上最重要的作家之一。
- 《劳瑞家的那闺女》，取材于作者幼年时期在英国煤矿的生活经历。[1]
- 《小少爷方特罗伊》，讲述一位住在美国的男孩成为英国伯爵继承人的故事。[1]
- 《小公主》，故事以十九世紀的英國倫敦為故事背景，講述一位身為富家千金卻有著保持著「公主」風度的少女在寄宿學校中面對變故和遭受欺凌的經歷，卻擁有善待別人的樂觀之心與堅強的意志來度過逆境的故事。
- 《秘密花园》，1909年作者在美国纽约州长岛布置自己家花园的时候突发灵感创作的小说，讲述一位性格驕縱的女孩从封闭孤僻走向开朗光明的故事。[1]

## 外部連結
- 法蘭西絲·愛麗莎·霍森·柏納特在互联网电影资料库（IMDb）上的資料（英文）
- 法蘭西絲·愛麗莎·霍森·柏納特的作品  - 古騰堡計劃
- 免費的《小公主》語音書 （页面存档备份，存于）， Librivox （页面存档备份，存于）
- 免費的《Sara Crewe: or, What Happened at Miss Minchin’s Boarding School》語音書 （页面存档备份，存于）
- 免費的《祕密花園》語音書 （页面存档备份，存于）， Librivox （页面存档备份，存于）